# Dicastero per i laici, la famiglia e la vita
Il Dicastero per i laici, la famiglia e la vita (in latino Dicasterium pro laicis, familia et vita) è uno dei 16 dicasteri della Curia romana.

## Istituzione
Il dicastero è stato istituito da papa Francesco con lettera apostolica del 15 agosto 2016, in forma di motu proprio, Sedula Mater. Offre "sostegno e aiuto" ai laici, alla famiglia e alla vita, "perché siano testimonianza attiva del Vangelo nel nostro tempo e espressione della bontà del Redentore".
Nel nuovo dicastero confluiscono le competenze e le funzioni del Pontificio consiglio per la famiglia e del Pontificio consiglio per i laici, che sono stati soppressi a partire dal 1º settembre successivo. A partire dalla stessa data è entrato in vigore lo "Statuto del Dicastero per i laici, la famiglia e la vita", già approvato ad experimentum il 4 giugno 2016.
Il dicastero è stato confermato dalla riforma della Curia romana attuata da papa Francesco con la costituzione apostolica Praedicate evangelium del 19 marzo 2022.

## Compiti e funzioni
(Statuto del Dicastero per i Laici, la Famiglia e la Vita, art.1)
Compito principale del dicastero è la promozione della vocazione e missione dei laici nella Chiesa, con una speciale attenzione al mondo della famiglia e dei giovani. Il Dicastero, infatti,
(Statuto del Dicastero per i Laici, la Famiglia e la Vita, art.6)
Tra le sue responsabilità rientrano l'accompagnamento delle aggregazioni e movimenti laicali, la loro costituzione se di carattere internazionale e l'approvazione o riconoscimento degli statuti, dove richiesto dalle norme canoniche. Il Dicastero promuove anche attività e iniziative di carattere internazionale legate all'apostolato dei laici, ai giovani, all'istituzione matrimoniale e alla realtà della famiglia e della vita nell'ambito ecclesiale, come previsto dall'articolo 4 dello statuto del medesimo Dicastero. Esso cura, inoltre, l'organizzazione della Giornata Mondiale della gioventù e dell'Incontro Mondiale della famiglie, sostiene le Conferenze Episcopali nazionali nella loro azione pastorale e ne valuta le iniziative volte alla creazione di nuovi ministeri e uffici ecclesiali, e segue l'attività di movimenti, associazioni e organizzazioni, internazionali e nazionali, che sono legati ai suoi ambiti d'azione. Il Dicastero, inoltre, fornisce linee direttive per la formazione dei fidanzati e degli sposi e per programmi pastorali che sostengano le famiglie nella formazione dei giovani alla fede e alla vita ecclesiale e civile, favorisce l'apertura delle famiglie all'adozione e all'affidamento dei bambini e alla cura degli anziani, e, nell'ambito della promozione e del sostegno alla vita, sostiene le attività e iniziative per la promozione della procreazione responsabile e promuove e incoraggia le organizzazioni e associazioni che aiutano la donna e la famiglia ad accogliere e custodire il dono della vita, specialmente nel caso di gravidanze difficili, e a prevenire il ricorso all'aborto. Sostiene altresì programmi e iniziative volti ad aiutare le donne che avessero abortito. Sono legate al dicastero la Pontificia Accademia per la Vita e il Pontificio Istituto Teologico Giovanni Paolo II per le Scienze del Matrimonio e della Famiglia.

## Cronotassi

### Prefetti
- Cardinale Kevin Joseph Farrell, dal 15 agosto 2016

### Segretari
- Alexandre Awi Mello, I.Sch. (31 maggio 2017 - 18 agosto 2022 eletto superiore generale dell'Istituto dei padri di Schönstatt)
- Gleison De Paula Souza, dal 17 novembre 2022

### Segretari aggiunti
- Vescovo Dario Gervasi, dal 31 ottobre 2024

### Sottosegretari

#### Sezione per la famiglia e la vita
- Gabriella Gambino, dal 7 novembre 2017

#### Sezione per i fedeli laici
- Linda Ghisoni, dal 7 novembre 2017